# براكة
براكة (اونتروسر) (بالألمانية: Brake, Lower Saxony) هي بلدة ألمانية تقع في ألمانيا في سكسونيا السفلى. يقدر عدد سكانها بـ 16,065 نسمة .

## المدن التوأمة
مدينة زفيزيل هي مدينة توأمة لـبراكة (اونتروسر).

## أعلام
- هينريتش كيرلاخ
- بوركهارد ديك
- ديمو فاخه